# Verona (Illinois)
Verona è un villaggio degli Stati Uniti d'America della contea di Grundy nello Stato dell'Illinois. La popolazione era di 215 persone al censimento del 2010. La comunità venne fondata circa nel 1876 da George D. Smith come stazione della Chicago, Pekin and Southwestern Railroad. Smith decise di omaggiare la sua città natale, Verona nello Stato di New York.

## Geografia fisica
Verona è situata a 41°12′56″N 88°30′09″W (41.215459, -88.502631).
Secondo lo United States Census Bureau, ha un'area totale di 0,16 miglia quadrate (0,41 km²).

## Società

### Evoluzione demografica
Secondo il censimento del 2000, c'erano 257 persone.

### Etnie e minoranze straniere
Secondo il censimento del 2000, la composizione etnica del villaggio era formata dal 94,94% di bianchi, l'1,56% di nativi americani, il 3,11% di altre razze, e lo 0,39% di due o più etnie. Ispanici o latinos di qualunque razza erano il 12,06% della popolazione.